# Bible de Velislav

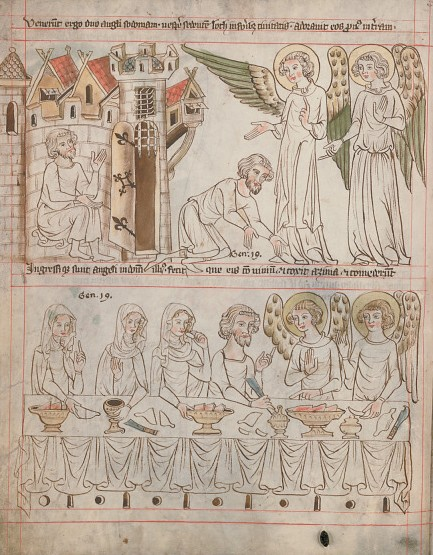
Livre de la Genèse (19, 1–3), Bible de Velislav, fol. 18^{v}.

La bible de Velislav (aussi appelée Biblia picta ou Biblipa picta de Velislav) est un manuscrit enluminé biblique de l'art gothique tardif, dont les dessins sont pour la plupart à l'encre sur papier. Elle a été créée entre 1325 et 1349 à Prague.

## Description
Le manuscrit était initialement composé de 200 feuilles. 188 feuilles sont conservées, contenant 747 scènes bibliques avec des commentaires brefs dans un style ressemblant à une biblia pauperum. Les illustrations sont le plus souvent exécutées dans un style simple, à l'encre ; quelques rares dessins sont coloriés.
La bible a été réalisée dans la première moitié du XIVe siècle par une « peintre de lettres » anonyme pour le compte du chanoine Velislav. Velislav était alors écrivain de cour à la cour de Jean Ier de Bohême à Prague. Ensuite, il fut notaire et diplomate au service de son fils Charles IV. Velislav  lui-même est représenté à genoux devant une statue de Catherine d'Alexandrie sur le fol. 188r.
Le document original est conservé à la Bibliothèque nationale de la République tchèque située dans le Clementinum de Prague sous la cote XXIII.C.124. En 2006, la bible a été inscrite dans la liste des « monuments culturels tchèques ». Des facsimilés  ont été réalisés et le manuscrit a été numérisé.

## Contenu
| folio     | contenu                                |
| 1r–52v    | Livre de la Genèse (Genesis)           |
| 53r–88v   | Livre de l'Exode (Exodus)              |
| 89r–108r  | Livre de Daniel                        |
| 108v–115r | Livre des Juges                        |
| 115v–130r | Livre de Judith                        |
| 130v–135v | Cycle de l'Antichrist                  |
| 136r–149r | Cycle du Christ                        |
| 153r–168v | Apocalypse                             |
| 169r–179v | Cycle des Apôtres                      |
| 180r–188r | Cycles des saints Venceslav et Ludmila |